# Psicodramma
Lo psicodramma (dal greco ψυχή psyche, anima, e δράμα drama, azione), è un metodo d'azione e una forma di psicoterapia, in cui i partecipanti esplorano emozioni e vissuti personali attraverso la drammatizzazione teatrale
Ideato a Vienna negli anni venti del XX secolo da Jacob Levi Moreno, e sviluppato dal 1925 negli Stati Uniti, dal territorio d'oltreoceano si diffonderà poi in tutto il mondo, in seguito all'attività di studio di psicologi, sociologi e psichiatri al "Moreno Institute" di Beacon (New York). 
Anche se viene generalmente condotto in un setting gruppale, lo psicodramma non è una terapia di gruppo in senso stretto, ma piuttosto una terapia in gruppo. In una tipica sessione di psicodramma infatti, un partecipante assume il ruolo di protagonista, e accetta di lavorare su vissuti e conflitti personali con l'aiuto del gruppo. 
La sessione viene usualmente condotta in un setting definito teatro, che può essere un vero teatro ma anche un ambiente in cui una porzione viene delimitata e svolge la funzione di palcoscenico. Il protagonista viene guidato dal direttore (uno psicodrammatista esperto, o, nel setting terapeutico, il terapeuta stesso) nel mettere in scena un evento della sua vita passata, o più generalmente un tema o vissuto interiore, con l'aiuto dei membri del gruppo che, in qualità di ausiliari, impersonano persone significative nella vita del protagonista o il protagonista stesso. In questo modo il protagonista può rivivere l'evento, giungere a una migliore comprensione dello stesso e ristrutturare il complesso di emozioni, credenze e conflitti che si accompagnano ad esso. Gli altri membri del gruppo, partecipando o semplicemente assistendo alla scena, possono a loro volta trarre beneficio dall'esperienza vissuta tramite l'identificazione con l'altro e il rispecchiamento.

## Fondamenti teorici
Sarebbe riduttivo identificare lo psicodramma come una serie di tecniche, o anche solo come una pratica terapeutica. Moreno fonda infatti il suo metodo sulla base dei suoi molteplici interessi culturali, religiosi e spirituali. Anche se in gran parte originale, il pensiero filosofico di Moreno è influenzato, almeno nelle sue fasi iniziali, dall'intuizionismo di Bergson e dal vitalismo. La sua teoria della personalità, imperniata sul concetto di ruolo, si distanzia notevolmente dal modello psicoanalitico, anche se presenta alcuni tratti comuni con la psicologia delle relazioni oggettuali di Melanie Klein e con la psicologia del Sé di Heinz Kohut. 
Il ruolo, secondo Moreno, è "la forma operativa che l'individuo assume nel momento specifico in cui egli reagisce a una situazione nella quale sono implicati altre persone o oggetti". Tale forma appare, attraverso la relazione madre-bambino, fin dai primi istanti di vita. Egli scrive che "Il giocare un ruolo viene prima dell'emergere del Sè. Il ruolo non emerge dal Sè, ma il Sè emerge dai ruoli.". La dinamica ruolo-controruolo accompagna l'individuo per tutta la vita e costituisce la base delle relazioni sociali. La molteplicità dei ruoli giocati e la capacità di interpretare, attraverso la spontaneità e la creatività, ruoli sempre nuovi e non cristallizzati, è caratteristica fondamentale del benessere psicologico e sociale. Il ruolo è inoltre, l'unica forma conoscibile del Sè e della personalità, e pertanto gioca una parte fondamentale nel processo terapeutico.
Un principio fondamentale dello psicodramma è la teoria di Moreno della "spontaneità-creatività". Moreno credeva che il modo migliore per un individuo di rispondere in modo creativo a una situazione fosse attraverso la spontaneità, cioè attraverso la prontezza ad improvvisare e rispondere nel qui ed ora. Incoraggiando un individuo ad affrontare un problema in modo creativo, reagendo spontaneamente e in base all'impulso, egli può iniziare a scoprire nuove soluzioni ai problemi della propria vita e imparare nuovi ruoli. L'attenzione di Moreno per l'azione spontanea venne sviluppata nel Teatro della spontaneità, che fondò a Vienna nei primi anni venti. Disincantato dalla stasi che osservava nel teatro convenzionale, si interessò alla spontaneità richiesta nel lavoro di improvvisazione. La spontaneità, autentico motore del cambiamento e della dinamica psicologica, può essere definita come "la capacità di dare una risposta adeguata a una situazione nuova o una risposta nuova a una situazione già conosciuta". 
Un altro concetto fondamentale nella teoria moreniana è quello di tele (dal greco tèle, distanza), definibile come "l’unità sociogenica che serve a facilitare la trasmissione della nostra eredità sociale". Il tele è la forza innata che tiene uniti i gruppi, è struttura primaria di comunicazione tra gli individui ed è perciò un motore fondamentale della terapia e dell'intervento psicodrammatico. Il tele è assimilabile in un certo modo all'empatia, ma, mentre quest'ultima può essere anche unidirezionale, il tele è intrinsecamente bidirezionale. Moreno sviluppa questo concetto attraverso i suoi studi sociologici e il lavoro con i gruppi, che lo porteranno a fondare la disciplina della sociometria.
Tra gli assunti dello psicodramma è inoltre importante quello di verità soggettiva: nel teatro di psicodramma non esiste una verità superiore ad un'altra, né tra i partecipanti, né tra essi e il direttore, dal momento che ogni individuo è incoraggiato ad agire spontaneamente secondo la propria creatività. Tale principio avvicina in parte il modello psicodrammatico a quello della psicologia umanistica.

## Il metodo
Uno psicodramma può essere costituito da una singola sessione, da un numero prefissato di sessioni o, come nel caso della psicoterapia, da un numero indefinito. In tal caso si parla di gruppo continuativo. Ogni singola sessione deve avere tuttavia una sua compiutezza, e i partecipanti devono giungere al termine con una sensazione di benessere e di integrazione. La singola sessione può durare da 90 minuti a 2 ore, ed è composta di tre momenti fondamentali: riscaldamento, azione, partecipazione.
Scopo del riscaldamento è quello di focalizzare i partecipanti sul qui ed ora della sessione, di sviluppare attivamente la loro spontaneità e creatività, e di creare relazioni di tele (che Moreno definisce come comprensione, affiatamento ed empatia reciproca).
Il tempo dell'azione è la parte fondamentale della sessione: essa consiste nella messa in scena di un episodio, un sogno, una fantasia, un vissuto personale o del gruppo. Tipicamente in questa fase il gruppo (o il direttore) sceglie un protagonista, che sarà colui che metterà a disposizione il tema specifico su cui lavorare, ma il direttore può anche decidere di dedicare il tempo dell'azione a un lavoro che coinvolga il gruppo nella sua interezza. La messa in scena viene guidata dal direttore, che si trasforma in un vero e proprio regista, utilizzando specifiche tecniche (a partire dal role playing, l'inversione di ruolo, il doppiaggio, il soliloquio), fino a culminare nella fase di catarsi e ristrutturazione del conflitto. A questo proposito però si deve distinguere tra catarsi abreativa e catarsi integrativa. La prima, ovvero la violenta e travolgente scarica di emozioni che si accopagnano al vissuto espresso, è possibile durante la rappresentazione ma non è da ricercarsi, e va anzi contenuta dal direttore. La seconda è invece una presa di coscienza di sè, che porta a una più articolata e completa comprensione delle emozioni e dei significati che ha l'evento rivissuto rispetto alla propria esperienza di vita, ed è l'obiettivo a cui il direttore tende nella sua regia.
Durante la fase di partecipazione, infine, coloro che hanno assistito alla scena offrono al protagonista una condivisione dei vissuti espressi, verbalizzando ciò che nella scena ha avuto significato per loro e per la loro storia personale. Quest'ultima fase è talvolta seguita da un momento di integrazione gestito dal direttore.
Le tecniche principali dello psicodramma sono:
doppio: la tecnica del doppio consiste nel sollecitare un partecipante a dare voce a pensieri ed emozioni di un altro partecipante, in genere ponendosi alle sue spalle e parlando in prima persona.
specchio: nella tecnica dello specchio un membro del gruppo esprime invece ciò che vede o sente di un altro membro. A differenza del doppio, lo specchio viene espresso in seconda persona, ed ha una funzione individuativa (io sono diverso da te e ti vedo in questo modo). Un'altra tecnica che attiva le stesse funzioni mentali è il mirroring, nel quale il protagonista, dopo aver agito una scena, esce dal palcoscenico e osserva la stessa scena interpretata da un altro.
inversione di ruolo: mediante questa tecnica si chiede al protagonista di impersonare, durante la scena, la parte giocata dall'altro, mentre un secondo attore impersona il protagonista. L'inversione di ruolo è la tecnica centrale dello psicodramma, e costringe il partecipante a mettersi nei panni dell'altro, e a osservare i propri vissuti e le proprie azioni da un punto di vista esterno. Moreno esemplifica l'essenza di questa tecnica in forma poetica, nell'opera Invito a un incontro del 1914: 
soliloquio: con il soliloquio viene chesto a un partecipante di esprimere in forma verbale i suoi pensieri e le sue emozioni. Il soliloquio ha una funzione di decentramento rispetto all'azione.
role playing o gioco di ruolo: viene chiesto a una o più persone di interpretare un ruolo assegnato, con un certo grado di libertà.
Con Moreno il rapporto duale della coppia analitica si allarga al pubblico e all'incontro del gruppo nel teatro di psicodramma o sul campo della sua vita quotidiana. Alla tradizionale interpretazione dei sogni di Freud (basata sul racconto del paziente e sul commento dell’analista), Moreno contrappone un'interpretazione in senso teatrale: ovvero la loro messa in scena con i compagni del gruppo (o l'aiuto di assistenti terapeutici, detti "Io ausiliari"), i quali fanno da attori dei ruoli tra realtà e immaginazione. Inoltre, alla concezione riduttiva e deterministica della psiche su cui si basa il modello freudiano, lo psicodramma affianca – e in certi casi oppone – un'alternativa più dialogica e probabilistica, imparentabile al relativismo di Jung e Jaspers. Sulla base di tale approccio alternativo, nel "Teatro della Spontaneità" – una volta concluso il gioco dei ruoli del protagonista – il pubblico/gruppo dà una serie di echi, rispecchiamenti e commenti che prendono il posto delle interpretazioni professionali e 'chiuse' del terapeuta.

## Applicazioni
La formula di Moreno, applicabile sia ai bambini che agli adolescenti e gli adulti, trova applicazioni – oltre che nella terapia privata – in comunità terapeutiche, scuole, ospedali e strutture sanitarie e culturali: di fatto, lo psicodramma costituisce un mezzo di indagine e ristrutturazione dei conflitti personali e di problemi collettivi, trovando così spazio – in enti pubblici e aziende – per la formazione, selezione e valutazione delle risorse umane in forma di sociodramma.
Nel campo clinico, lo psicodramma può essere usato per alleviare gli effetti del trauma emotivo e del DPTS. Una specifica applicazione in situazioni cliniche è per le persone che soffrono di attaccamento disfunzionale. Per questo motivo, è spesso utilizzato nel trattamento di bambini che hanno subito traumi emotivi e abusi. Usando il gioco di ruolo e la narrazione, i bambini possono essere in grado di esprimersi emotivamente e rivelare verità sulla loro esperienza che non sono in grado di discutere apertamente con il proprio terapeuta e sperimentare nuove modalità di comportamento. 
La teoria di Moreno sullo sviluppo infantile offre ulteriori suggerimenti sull'uso dello psicodramma con i bambini: Moreno ha suggerito che lo sviluppo del bambino sia diviso in tre fasi: individuazione dell'identità personale, riconoscimento di se stessi (lo stadio dello specchio) e riconoscimento dell'altro (fase di inversione di ruolo). Lo specchio, il gioco di ruolo e altre tecniche psicodrammatiche si basano su queste fasi. Moreno credeva che lo psicodramma potesse essere usato per aiutare gli individui a continuare il loro sviluppo emotivo attraverso l'uso di queste tecniche.

## Sviluppi dello psicodramma in Europa
In Europa lo psicodramma di Moreno si è evoluto sia partendo da un gruppo di psicoanalisti francesi (D. Anzieu, Diatkine, Kestenberger e successivamente Paul e Gennie Lemoine e altri), che lo hanno combinato con il pensiero di Freud, Jung e Lacan (mantenendo perciò attenzione ai fenomeni di transfert) sia nella versione classica elaborata da vari allievi di Moreno tra cui Lewis Yablonsky, Gretel Leutz e Anne Ancelin Schutzenberger. Lo psicodramma psicoanalitico in Francia è utilizzato in setting individuale (G. Bayle, I. Salem, Ph. Jeammet, J. J. Baranes e altri), e in modalità gruppale (i citati D. Anzieu, Lemoine, e S. Lebovici, Claude Lorin, R. Kaes e altri).
In Italia attualmente esistono vari tipi di psicodramma, con differenti regole e modalità esecutive e interpretative. Nello Psicodramma Analitico (Luisa Mele, Elena Benedetta Croce e altri) prevale la dimensione verbale e interpretativa gruppoanalitica e l'azione scenica o corporea è limitata rispetto alla parola. Anche psicoanalisti come Cesare Musatti e Franco Fornari hanno lavorato negli anni Sessanta in un setting di psicodramma formati da un gruppo di psicologi al servizio di un solo paziente. Lo psicodramma classico, o "moreniano" è stato introdotto a Milano e nel nord Italia da Giovanni Boria, direttore dell'Istituto di psicodramma di Milano e a Torino dal suo allievo Marco Greco.
A Roma Ottavio Rosati (direttore dell'istituto di formazione Ipod Plays) fonda nel 1973 con l'americanista Fernanda Pivano la rivista "Atti dello psicodramma" (Ubaldini) e cura la traduzione italiana dei tre volumi dell'opera base di Moreno "Psychodrama"
e di opere di Leutz, Anzieu, Yablonsky. Inoltre propone un collegamento storico tra l'invenzione di Moreno e la concezione del "Teatro nel Teatro" di Luigi Pirandello realizzando prima col Teatro di Roma, poi col Teatro Stabile di Torino il primo psicodramma e il primo sociodramma tenuti su un palcoscenico italiano, con la partecipazione di Zerka T. Moreno. 
Per "Psicodramma Analitico" si può intendere quello di derivazione Junghiana ma anche quello psicoanalitico (Freudiano), chiamato analitico per brevità e per uso corrente. Lo psicodramma è in relazione con altre forme "sceniche" e attive di psicoterapia di gruppo, tra le quali si possono citare la Drammaterapia ed il Playback theatre.

## Psicodramma individuale
Lo psicodramma può essere anche praticato in un setting individuale, attraverso l'utilizzo di specifiche tecniche miranti a superare le difficoltà dell'assenza del gruppo. Pionieri di tale metodo sono lo psicodrammatista argentino Dalmiro Bustos e la brasiliana Rosa Cukier. Il lavoro di Bustos si basa soprattutto sull'utilizzo di tecniche immaginative, nelle quali si chiede al cliente di immaginare la scena psicodrammatica piuttosto che agirla. In Italia Giovanni Boria ha messo a punto la tecnica del microspazio, in cui la scena psicodrammatica viene riprodotta in un teatro in miniatura, attraverso l'utilizzo di miniature di persone e oggetti.